# فوغالة
فوغالة بلدية بولاية بسكرة الجزائرية.